# Виллемс, Дирк
Дирк Виллемс (нидерл. Dirk Willems; ум. 1569) — нидерландский анабаптист, известный тем, что спас от смерти своего преследователя.
Дирк Виллемс из Асперена в Гелдерланде был арестован во время жестоких репрессий против протестантов, которые осуществлял в Нидерландах испанский наместник герцог Альба. Дирка поместили под стражу в замке, но он сбежал оттуда из окна, спустившись по верёвке, связанной из тряпок, на лёд, покрывавший заполненный водой ров замка.
Его побег был замечен стражником, который погнался за ним. Тонкий лёд пруда, по которому бежал исхудавший в заключении Дирк, выдерживал его небольшой вес, но проломился под более тяжёлым стражником. Провалившийся под лёд стражник стал звать на помощь. Дирк вернулся и вытащил стражника из полыньи.
После этого стражник схватил Дирка, которого на этот раз поместили в более надёжное место, наверху церковной колокольни. Суд приговорил его к сожжению на костре за ересь. Этот приговор был исполнен 16 мая 1569 года.
Современные анабаптисты почитают Дирка Виллемса как мученика и считают примером христианского милосердия. В родном селении Дирка Асперене он считается народным героем, его именем названа улица. В 2018 году в одном из музеев (деревне меннонитского наследия) города Стайнбак в Канаде была поставлена статуя Дирка.